# Caixa e espiga

Princípio construtivo dos antigos barcos gregos com caixa dupla e espiga postiça.

União de caixa e espiga.

A montagem de caixa e espiga é uma técnica de carpintaria destinada a unir peças de madeira, de utilização milenar e em todo o mundo. Normalmente, as peças fazem um ângulo de 90º entre si. Existem inúmeras formas de executar a técnica, no entanto o princípio básico é de que a extremidade de uma das peças de madeira encaixe num furo realizado noutra peça.
A extremidade da primeira peça chama-se "espiga", e geralmente é cortada com uma dimensão ligeiramente inferior à da cavidade onde será introduzida, à qual se chama "caixa". O encaixe pode ser depois colado, cravado ou aparafusado, de modo a manter o conjunto firme. O mesmo tipo de união pode ser aplicado em pedra.
Na Grécia Antiga e durante o Império Romano, a técnica de caixa e espiga era usada para unir as pranchas dos barcos, através de dupla caixa e espiga postiça, que era depois fixa com uma cavilha de madeira.